# Callionymus pusillus
Il dragoncello turchese (Callionymus pusillus) è un pesce di mare della famiglia Callionymidae.

## Distribuzione e habitat
È diffuso in tutto il mar Mediterraneo  e nel mar Nero mentre in Atlantico si trova solo nel golfo di Cadice.

Frequenta fondi a sabbia fine nei pressi delle spiagge,a profondità minime, solo raramente superiori a 5 metri.

## Descrizione
Questa specie ha il muso corto, simile a quello del dragoncello minore ma con gli occhi più piccoli. Come in quasi tutti i dragoncelli il dimorfismo sessuale è evidente. Il maschio è tipico per le pinne di forme particolari, soprattutto la seconda pinna dorsale è molto ampia e dotata di lunghi raggi filiformi mentre la prima dorsale non è allungata.

La livrea del maschio è grigio sabbia con numerosi punti, linee e macchiette blu elettrico e nere e 12-15 linee verticali blu (talvolta di colore chiaro). La pinna anale ha un bordo nero. La femmina è grigio sabbia con prima pinna dorsale nera e bande bianche e giallognole sui fianchi.

Non supera i 15 cm.

## Riproduzione
Si riproduce in estate, l'accoppiamento è preceduto da violenti combattimenti tra i maschi e da una "danza nuziale" molto elaborata.

## Biologia
Si infossa nella sabbia al minimo disturbo.

## Acquariofilia
È ricercato per gli acquari mediterranei.